# Antrodiaetus apachecus
Espèce
Antrodiaetus apachecus est une espèce d'araignées mygalomorphes de la famille des Antrodiaetidae.

## Distribution
Cette espèce est endémique des États-Unis. Elle se rencontre en Arizona et au Nouveau-Mexique.

## Publication originale
- Coyle, 1971 : Systematics and natural history of the mygalomorph spider genus Antrodiaetus and related genera (Araneae: Antrodiaetidae). Bulletin of the Museum of Comparative Zoology, vol. 141, no 6, p. 269-402 (texte intégral).